# الخطأ العاطفي

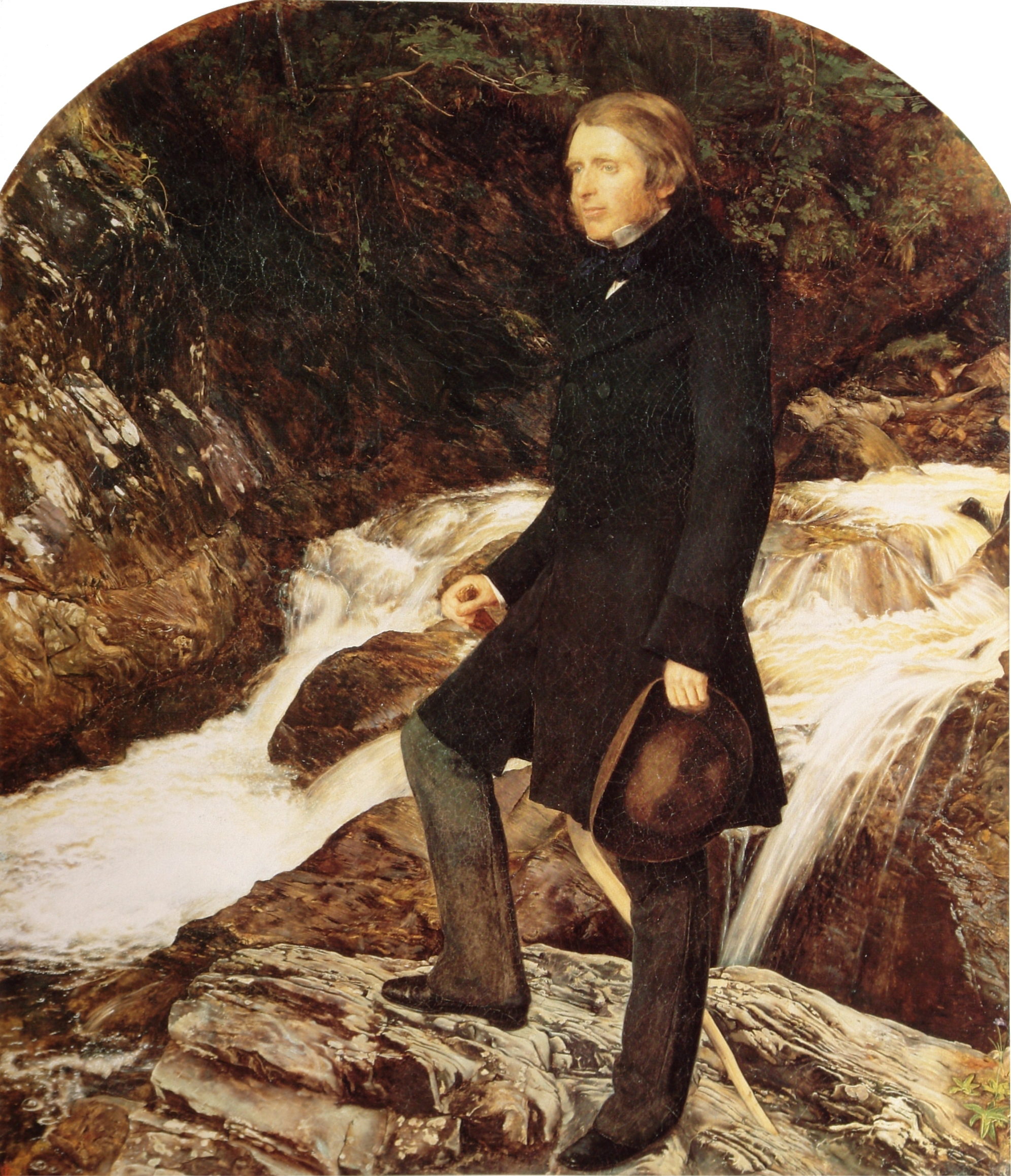
جون روسكين، متحف أشموليان

تشير عبارة المغالطة الوجدانية إلى مصطلح أدبي يضفي المشاعر والسلوك الإنسانيّين على أشياءٍ أو أغراضٍ غير بشرية موجودة في الطبيعة، وهي تشبه التجسيد (أو التشخيص) الموجود في الوصف الشعري إلى حدّ ما، أي عندما تبدو السحب متجهّمة، أو عندما تبدو أوراق الأشجار وكأنها ترقص، أو عندما تبدو الصخور لا مبالية. صاغ الناقد الثقافي البريطاني جون راسكن هذا المصطلح في المجلّد الثالث من عمله المعروف باسم رسامون حديثون (1856).

## تاريخ العبارة
صاغ راسكن مصطلح «المغالطة الوجدانية» مهاجمًا النزعة العاطفيّة التي سادت في شعر أواخر القرن الثامن عشر، والتي استفحلت لدى شعراء مثل روبرت برنز ووليم بليك ووليام ووردزوورث وبيرسي بيش شيلي وجون كيتس. أيّد ووردزوورث استخدام هذا التجسيد القائم على المشاعر، مدعيًا أن «الأشياء… لا تستمد تأثيرها من الخصائص الموروثة في ذاتها… بل من الخصائص التي تمنحها إياها عقول أولئك المتعمّقين فيها أو المتأثرين بها». في المقابل، بدأ ألفريد تنيسون تصفية تلك التعابير وصقلها وتحجيمها في قصائده الشعرية، وشدد على ما يمكن اعتباره موازنة علميّة بين الأشياء وفق إدراكها الحسي. بدأ النظام الجديد الحلول محلّ النظام القديم بالتزامن مع معالجة تلك المسألة على يد راسكن، فبدأ استخدام المغالطة الوجودية بالاختفاء منذ ذلك الحين. أثبت نقد راسكن التأثير الكبير الذي خلّفه، ويُعزى إليه فضل إسهامه في صقل التعبير الشعري.
تغيّر معنى المصطلح إلى حدّ كبيرٍ موازنة بالفكرة الأساسية التي جاء بها راسكن. كان تعريف راسكن الأصلي للمغالطة هو «البطلان العاطفي»، أو الحالة المزيفة التي تصيب إحساس الإنسان عندما يتأثر بمشاعرٍ عنيفة أو قوية. فإذا أصاب الإنسان حزنٌ شديد، قد تبدو السُحب مظلمة أكثر من الواقع، وقد تبدو السُحب في نظره حزينة وكئيبة، وربما غير مكترثة بمعاناته.
طرأت تغييرات أخرى على عبارة راسكن منذ صياغتها: فأصبح التعريف الدقيق لكلمة مغالطة التي استخدمها راسكن تعريفًا قديمًا وغير مستخدم. تشير كلمة مغالطة في عصرنا إلى المنطق الخاطئ أو المعيب، لكنها حملت معنًى آخرًا في عصر راسكن وكُتّاب القرن التاسع عشر وما قبل، فاستُخدمت حينها للإشارة إلى «الزيف» أو «الباطل». بنفس الطريقة، حملت كلمة وجداني أو pathetic في عصر راسكن معنى «عاطفي» أو «منسوب إلى العاطفة».
بصرف النظر عن النوايا الأصلية لراسكن، وعن هذه الصعوبة اللغوية التي يضعها المصطلح، لا تزال العبارة المؤلفة من كلمتين مستخدمة حتى اليوم، مع أن معناها اختلف إلى حدّ بارز.

## أمثلة عن المعنى الأصلي لدى راسكن
يبرز راسكن المعنى الأصلي للمصطلح في أطروحته، مستشهدًا بعدة أبيات من إحدى القصائد الشعرية:
جذّفوا القارب عبر رغوة البحر المائجة
تلك الرغوة القاسية الزاحفة…

يوضّح راسكن أن «رغوة البحر ليست قاسية، ولا تزحف إطلاقًا. ويبدو أن الحالة العقلية التي أضفت تلك الصفات الحيّة عليها سببها تشوّش المنطق وتأثّره بالحزن الشديد». مع ذلك، لا يعترض راسكن على استخدام هذه المغالطة الوجدانية:
يمكننا إيجاد عذرٍ لهذه المغالطة الواضحة وما تفضي إليه عندما يكون هذا الشعور حقيقيًا، أو عندما تثير في داخلنا شيئًا من السرور أو الارتياح، فقد نستمتع بتلك السطور المُقتبسة لا لأنها تصف الرغوة بصورة خاطئة، بل لأنها تصف الأسى بصدق وإخلاص في المشاعر.
أراد راسكن القول أن المغالطة الوجدانية قد تشير إلى أيّ خاصيّة «غير حقيقية»، مثل وصف الزعفران بـ«الذهبي» مع أن لون أزهاره أصفرٌ برتقالي، وفق ما قصده راسكن.